# Afriški tulipanovec
Spathodea je monotipski rod iz družine cvetočih rastlin Bignoniaceae. Edina vrsta v rodu je Spathodea campanulata, je splošno znana kot afriški tulipanovec. Drevo zraste med 7–25 m visoko in izvira iz tropskih suhih gozdov Afrike. Nominiran je bil med 100 najhujših vsiljivcev na svetu.
To drevo je obsežno zasajeno kot okrasno drevo po tropih in je zelo cenjeno zaradi svojih zelo vpadljivih rdečkasto-oranžnih ali škrlatnih (redko rumenih), zvonastih cvetov. Ime rodu izvira iz starogrških besed σπαθη (spathe) in οιδα (oida), ki se nanašajo na lopatici podobno čašo. Odkrili so ga Evropejci leta 1787 na Zlati obali Afrike.

## Opis
Cvetni popek je v obliki ampule in vsebuje vodo. Te brste pogosto uporabljajo otroci, ki se igrajo z njegovo sposobnostjo brizganja vode. Sok se včasih obarva rumeno na prstih in oblačilih. Razprti cvetovi so v obliki skodelice in zadržujejo dež in roso, zaradi česar so privlačni za številne vrste ptic.

## Zgradba cveta
Cvet afriškega tulipanovca ima velike bleščeče rdečkasto-oranžne cvetove, ki imajo približno pet cvetnih listov in so dolgi 8-15 cm. Cvetovi so dvospolni in zigomorfni. Te so prikazane v končnem socvetju, podobnem čopiču. Njen pedicel je dolg približno 6 cm. Ta cvet ima tudi rumen rob in grlo. Pestič je v središču štirih prašnikov, ki so vstavljeni v cev venčka. Ta cvet ima vitek jajčnik, ki je višji in je dvocelični. Semena tega drevesa so ravna, tanka in širokokrila.

## Združenja vrst
V neotropskih vrtovih in parkih je njihov nektar priljubljen pri številnih kolibrijih, kot so črnovratni mango (Anthracothorax nigricollis), črni jakobin (Florisuga fusca) ali pozlačeni kolibri (Hylocharis chrysura). Les drevesa je mehak in ga uporabljajo za gnezdenje številne ptice, ki gradijo luknje, kot so ptiči iz rodu plezalcev. Na žalost imajo rože naravno obrambo, ki ubija čebele in domneva se, da različne druge vrste nabirajo cvetni prah.

## Razširjenost
- Domač: Angola, Etiopija, Gana, Kenija, Sudan, Tanzanija, Uganda, Zambija
- Eksota v: Avstraliji, Bangladešu, Kolumbiji, Kostariki, Kubi, Fidžiju, Indiji, Jamajki, Mauritiusu, Mehiki, Papui Novi Gvineji, Portoriku, Šrilanki, Zanzibarju, Havajih, Filipinih

Postal je invazivna vrsta na številnih tropskih območjih, kot so Havaji, Queensland (Avstralija), Fidži, Papua Nova Gvineja, Južna Afrika  ter mokri in vmesni pasovi Šrilanke.
Spathodea campanulata je razglašena za vrsto škodljivcev razreda 3 v Queenslandu v Avstraliji v skladu z Zakonom o zaščiti zemljišč (upravljanje s škodljivci in staležem) iz leta 2002. Znano je, da je strupen za avstralske avtohtone čebele brez žel, kot je Lipotriches (Austronomia) flavoviridis.

## Škodljivci in bolezni
V Ugandi dve vrsti metuljev, dve vrsti termitov in en podlubnik napadajo S. campanulata. V Portoriku so poročali o devetih vrstah žuželk iz vrst Hemiptera, Hymenoptera, Lepidoptera in Thysanoptera, ki se prehranjujejo z različnimi deli S. campanulata. Vrsta je precej dovzetna za gnilobo; les drevesa hitro zgnije, ko je v stiku s tlemi.

## Različna imena
- afrikaščina: fakkelboom, Afrika-vlamboom
- kannada: neerukayi mara, jeerkolavi mara (ನೀರುಕಾಯಿ ಮರ, ಜೀರ್ಕೊೞವಿ ಮರ, ಜ್ರ, ಜ್ರ, ಜ್ರ, ಜ್
- angleščina: African tulip tree, fountain tree, Nandi flame, Nile flame, squirt tree, tulip tree, Uganda flame, Flame Tree of Thika
- francosko: immortel étranger
- Bangla: rudrapalash (রুদ্রপলাশ)
- hindujščina: rugtoora (रुग्तूरा)
- malajalamščina: African Poomaram  (ആഫ്രിക്കൻ പൂമരം)
- luganda: kifabakazi
- luhya: muzurio
- malajščina: panchut-panchut
- singalščina: kudaella gaha, kudulu
- španščina: amapola, espatodea, mampolo, tulipán africano, v Portoriku meaíto.
- telugu: Neeti Budda (నీటి బుడ్డ), Gonuganta (గోనుగంట)
- svahili: kibobakasi, kifabakazi
- tamilščina: patadi (பாசடி)*
- Trgovsko ime: Nandi flame

## Galerija
- Cvet
- Plod
- Lubje
- Drevo
- Brst
- Seme
- Rumeni kultivar
- Brst
- Plod
- Plod
- Phyllotaxy
- Listi